# Počarová
Počarová (em húngaro: Pocsaró) é um município da Eslováquia, situado no distrito de Považská Bystrica, na região de Trenčín. Tem 2,32 km² de área e sua população em 2018 foi estimada em 143 habitantes.

## Demografia
| Ano:        | 1994 | 2004   | 2014   | 2024    |
| ----------- | ---- | ------ | ------ | ------- |
| Broj ljudi: | 137  | 145    | 140    | 158     |
| Razlika:    |      | +5,83% | -3,44% | +12,85% |

| Ano:               | 2023 | 2024   |
| ------------------ | ---- | ------ |
| Número de pessoas: | 148  | 158    |
| Diferença:         |      | +6,75% |